# Eleni-Alexandra Amburger
Eleni-Alexandra Amburger (* als Eleni Alexandra Elsa Sfinis 15. Januar 1924 in Berlin; † 19. Januar 2017 in Gießen) war eine deutsche Klassische Archäologin.
Eleni Amburger war die Tochter des königlich-griechischen Generalarztes der Marine Georges Sfinis. Sie studierte in den 1940er-Jahren Klassische Archäologie in Berlin, ihr erster Lehrer war Gerhart Rodenwaldt. Mit der Arbeit Athene und Herakles in der Kunst der Antike wurde sie im Mai 1949 in Berlin promoviert. Nach der Promotion arbeitete sie als „Hilfsarbeiterin“ an der von Carl Weickert geleiteten Berliner Zentrale des Deutschen Archäologischen Instituts (DAI), zeitweise teilte sie sich die Stelle mit Christiane Grunwald. Von 1955 bis 1957 fungierte sie als Schatzmeisterin der Archäologischen Gesellschaft zu Berlin. Sie war seit 1947 mit dem Osteuropahistoriker Erik Amburger verheiratet, an dessen Forschungen sie oft teilhatte. 1950 bekam das Paar eine Tochter. 2009 schenkte Amburger der Antikensammlung Gießen den Torso einer hockenden Pan-Statue und damit eines der wenigen Stücke aus dem Bereich der Skulptur der Sammlung. Amburger war korrespondierendes Mitglied des DAI.